# Iran Khodro Samand
Iran Khodro (IKCO) Samand (перс. سمند‎) — иранский автомобиль с кузовом типа седан, созданный на базе автомобиля Peugeot 405. Автомобиль относится к С-класс. Производится с 2003 года крупнейшей автомобилестроительной компанией Ирана и Ближнего Востока — Iran Khodro (IKCO). Также данный автомобиль производился и производится в других странах разными автопроизводителями, большинство которых производят эти автомобили совместно и в сотрудничестве с Iran Khodro, в частности, в таких странах как Беларусь и Азербайджан.
Многими автомобильными специалистами считается символом или визитной карточкой иранского автопрома. Iran Khodro Samand является одной из самых популярных и распространенных автомобилей в Иране. Iran Khodro Samand также экспортируется в другие страны.
Почти все детали автомобиля производятся в самом Иране, сами автомобили Iran Khodro Samand в основном (заводы Iran Khodro имеются и в других иранских городах) производятся на заводе в Тегеране.
Samand — название известной в Иране породы лошадей на персидском языке.

## Сборка
Помимо массового производства в Иране, автомобили Samand производятся и в других странах, под тем же названием, но другими автопроизводителями, некоторые из которых имеют соглашения с Iran Khodro и сотрудничают с ним. В Азербайджане Samand производится компанией AzSamand с 2005 года в городе Шемаха, в Белоруссии производился СП ЗАО Unison в 2006—2012 годах в Минске (модель Саманд LX). Также сборка модели Samand было налажена в Сирии компанией SIAMCO в Дамаске с 2007 года по 2011 год, в Венесуэле компанией VenIrAuto с 2006 года на заводе в городе Маракай, в Китае автопроизводителем Youngman в Тайане, а также в Сенегале компанией SenIranAuto столице страны Дакаре. Также сборка автомобилей Samand было запланировано в Египте и на Украине.

## Экспорт
Помимо большого иранского рынка, автомобили Iran Khodro Samand экспортируются и в другие страны. Так, автомобили Iran Khodro Samand экспортировались и экспортируются в Россию, Белоруссию, Украину, Молдавию, Болгарию, Польшу, Швейцарию, Турцию, Азербайджан, Армению, Грузию, а также в Туркменистан, Таджикистан, Афганистан, Пакистан, Ирак, Сирию, Бангладеш, Вьетнам, Венесуэлу, Алжир, Египет, Мали, Гану, Сенегал и в другие страны.

## Популярность
Автомобиль Iran Khodro Samand очень популярен в Иране. Iran Khodro Samand используется в качестве семейного автомобиля, а также в качестве служебного или рабочего автомобиля. Так, большую часть автомобилей такси в Иране составляют именно автомобили Iran Khodro Samand. Кроме того, данный автомобиль используется как полицейский автомобиль наряду с автомобилями других марок и моделей Силами правопорядка Исламской Республики Иран.
Iran Khodro Samand популярен не только в Иране, но и в соседних странах, а также в странах, где экспортируется. Так, Samand используется как полицейский автомобиль в Армении, Азербайджане, Ираке, Туркмении, Таджикистане, Афганистане, Пакистане, Сирии и в других странах.

## Модели
- Iran Khodro Samand — комплектации: «Basic», «EL», «Norma», «LX»
- Iran Khodro TU5 — главные отличия: 16-кл двигатель, подушка безопасности водителя, дверные ручки и радиаторная решётка в цвет.
- Iran Khodro Sarir (удлиненная версия автомобиля Samand)
- Iran Khodro Vanet (перспективный пикап на базе Samand)
- Iran Khodro Zoubin (дизайнерская разработка)
- Iran Khodro Coupe (дизайнерская разработка)
- Iran Khodro Pardis (дизайнерская разработка)